# Жангуразов, Хаджи-Бекир Цефеллеуович
Хаджи-Бекир Цефеллеуович Жангуразов (Хажбекир Чепелеуович Джангоразов, карач.-балк. Жангоразланы Цеффелеуну жашы Хажи-Бекир; 1861, с. Зылги, Терская область — 1953, Красноярский край, СССР) — советский общественный и государственный деятель. Председатель революционного комитета Балкарского округа в 1921 году. Репрессирован, реабилитирован посмертно в 1994 году. По национальности балкарец.

## Биография
- после окончания начальной школы, три года учился в медресе в Дагестане
- с 1913 — доверенный от Балкарского общества, представитель интересов балкарцев в г.Владикавказе
- 1916 — 1920 — преподаватель арабского языка и основ мусульманского вероучения
- 12 марта 1921 — 8 апреля 1921 — председатель ревкома Балкарского округа
- 1921 — 1922 — председатель различных комитетов Кабардино-Балкарского исполкома
- 1922 — 1930 — преподавательская деятельность
- 1930 — лишен избирательных прав, как служитель религиозного культа
- 1931 — 1934 — работа в колхозе
- 8 марта 1944 — депортирован вместе с балкарским народом в Киргизскую ССР
- октябрь 1945 — по решению Военной коллегии Верховного суда СССР был осужден на 15 лет с поражением в правах на 5 лет и выслан из Киргизии. Впоследствии срок осуждения был пересмотрен с 15 на 10 лет.
- 1953 — умер в Красноярском крае, где находился в ссылке.

## Семья
Отец — Цефеллеу Кыденович Жангуразов (1830 с. Зылги — 1915, там же) — два раза совершил хадж в Мекку и Медину.
Мать — Кермахан (урожденная Башиева)
- Братья: Мако, Цюннай, Осман,
- Сестра: Кеминат.

Жена — Стампул Шаухаловна (урожденная Глашева).
- Дети: Аминат, Мухаммат, Тегибат, Мустафа, Хаджат